# کونیگشتاین (زکسیشه شوایتس)
شهر کونیگ‌اشتاین (به آلمانی: Königstein) در ایالت زاکسن در کشور آلمان واقع شده‌است.